# Кордіяка Михайло Миколайович
Кордіяка Михайло Миколайович (23 січня 1929, Підзвіринець) — український скульптор, художник-кераміст.

## Біографія
Народився 23 січня 1929 року в селі Підзвіринець Львівської області. 1957 року закінчив Львівське училище прикладного мистецтва ім. І. Труша. У 1961—1988 роках працював головним художником керамічного цеху Львівського заводоуправління м'якої покрівлі. Від 1970 року член Спілки художників. Працював у галузі станкової та монументальної скульптури, дрібної пластики. В художній кераміці приділяв багато уваги експериментам і технологічним пошукам. Персональні виставки відбулись 1990 року у Львові і 2009 у Самборі. 2009 року відзначений Обласною премією ім. Зеновія Флінти. Помер 11 березня 2012 у Львові.

## Роботи
Станкова скульптура
- «Наливайко». 1960, тонований гіпс, 110×90×36.[3]
- «Варнак», 1964.[4]
- «Ланкова». 1966, майоліка, 52×40×24.[3]
- «Пісня», 1970, кам'яна маса, 45×45×17.[3]
- «Навіки разом» (1979, теракота, 80×54×47).[5]
- Погруддя І. Я. Франка (1986, кам'яна маса, полива, 34×27×14).[6]

Монументальна скульптура
- Фонтан «Іван-мужицький син» у Чернівцях (1964, архітектор С. Смуріков).[2]
- Фонтан «Народні таланти» в Буську (1969, архітектор С. Смуріков).[2]
- Пам'ятники загиблим землякам у селах Вербівці Шепетівського району (1967, архітектор І. Тимчишин)[2], Климець (1968)[7], Чепа (1968, архітектор С. Смуріков)[2], Княже (1969, архітектор І. Тимчишин)[2], Буданів (1970, архітектор І. Тимчишин)[2], Ільковичі (1974)[8], Поториця (1974)[8], Чертіж (1977, архітектор В. Пліхівський)[9], Ушковичі (1974, архітектор І. Тимчишин)[2], Суховоля Бродівського району (1979)[10], Пійло (1980, архітектор І. Тимчишин)[2], Шум'яч (1988).[1]
- Пам'ятник Тарасові Шевченку в селі Підзвіринець (1988).[1]

Декоративна кераміка
- «Декоративні вази за мотивами писанок», авторська техніка, античний лак грецької технології (2007).[11]
- «Будьоннівець», скульптура. 1977, майоліка, підполивний розпис ангобами, 28,5×28×9.[12]
- «Весна», декоративна композиція (6 одиниць). 1977, майоліка, розпис лаком типу грецької кераміки, ангоби. Висота - 31, 39, 30, 24, 47, 14.[12]
- «Коник», скульптура. 1977, майоліка, підполивний розпис ангобами, 24×21×8.[12]
- «Курка», скульптура. 1977, майоліка, підполивний розпис ангобами, 22,5×20×8.[12]
- «Олень», скульптура. 1977, майоліка, розпис лаком типу грецької кераміки, 32×20×8,5.[12]
- «Птах», скульптура. 1977, майоліка, підполивний розпис ангобами, 30×17×13,5.[12]
- «Мальва», декоративна ваза (1986, кам'яна маса, античні лаки, майоліка, висота 20).[6]
- Сувенірні вази, 5 шт. (1986, кам'яна маса, античні лаки, майоліка, висота 9, 9, 9, 7, 6).[6]